# 24e brigade Spetsnaz de la Garde
Pour les articles homonymes, voir 24e brigade.
La 24e brigade spetsnaz de la Garde Brandenbourgskaïa, des ordres de Lénine, du Drapeau rouge et de Souvorov (russe : 24-я отдельная гвардейская бригада специального назначения), est une brigade des forces spéciales (spetsnaz) des forces armées de la fédération de Russie, actuellement basée à Novossibirsk, dans l'oblast de Novossibirsk.